# Командос (филм)
Командос (енгл. Commando) је амерички акциони филм из 1985. године редитеља Марка Лестера са Арнолдом Шварценегером и Алисом Милано у главним улогама.

## Радња
Удовац Џон Матрикс је пензионисани пуковник Америчких специјалних снага који је некада водио сопствену јединицу. Он је напустио службу како би живео у планини са својом ћерком Џени. Једног дана слеће хеликоптер са Матриксовим пријатељем, генералом Френклином Кирбијем, који га обавештава да чланови специјалне јединице коју је он водио бивају убијани један по један. Кирби додељује два стражара да заштите Матрикса и његову ћерку, међутим нападачи који убрзо долазе убијају их, а након тога отимају Матрикса и Џени. Матрикс убрзо сазнаје да капетан Бенет, који је био избачен из његове јединице још увек жив. Бенетов циљ је да киднаповањем његове ћерке примора Матрикса да изврши политички мотивисан атентат који је наручио Аријус (себе назива „Ел Президенте“). Аријус је бивши диктатор кога је управо Матрикс збацио са власти. Он сада жели да поново дође до ње како би управљао војном хунтом у својој родној земљи, Вал Верде. Матрикс прихвата задатак због претњи да ће му ћерка бити убијена. 
По укрцавању у авион који треба да га одведе на одредиште за извршење задатка, Матрикс убија Енрикеа који је додељен да му буде чувар и искаче из авион који управо полеће, упавши у бару. Матрикс тада подешава штоперицу на свом сату на тачно време лета авиона. Тада, приморава стјуардесу Синди која се налазила на аеродрому, да га вози колима пратећи Салија и она на крају пристаје када саслуша разлог (жеља Матрикса да ослободи ћерку). Они успевају да стигну Салија на усамљеном путу изван града и Матрикс га убија бацивши га са литице. Тада се одвозе до мотела где је Сали одсео. Када Кук, бивша зелена беретка улази у собу сукобљава се са Матриксом и бива убијен. 
Након што сазнаје где се Аријусово имање налази, Матрикс проваљује у радњу са оружјем. Међутим убрзо долази полиција и хапси га. Синди га ослобађа, тако што гађа полицијски комби ракетним бацачем.
Након што заплене авион у марини која је у Аријусовом власништву Матрикс и Синди се упућују на острво где се налази Аријус. Матрикс даје инструкције Сидни како да контактира генерала Кирбија и тада наставља ка Аријусовој вили. У борби која тада следи он убија читаву Аријусову армију. Након тога у вили среће Аријуса и убија га пиштољем.
Матрикс налази Џени у подруму, али га Бенет погађа у руку. Тада Матрикс изазива Бенета на борбу ножевима. На крају борбе Матрикс убија Бенета металном цеви. Након тога Матрикс излази из виле са Џени и среће генерала Кирбија који му нуди повратак у јединицу што овај одбија. Филм се завршава полетањем авиона у коме се налазе Матрикс, Џени и Синди.

## Улоге
| Глумац             | Улога                  |
| ------------------ | ---------------------- |
| Арнолд Шварценегер | Џон Матрикс            |
| Вернон Велс        | капетан Бенет          |
| Реј Дон Чонг       | Синди                  |
| Ден Хедаја         | генерал Аријус         |
| Дејвид Патрик Кели | Сали                   |
| Џејмс Олсон        | генерал Френклин Керби |
| Алиса Милано       | Џени Матрикс           |
| Бил Дјук           | Кук                    |
| Гари Сервантес     | Дијаз                  |
| Челси Филд         | стјуардеса             |